# فرودگاه ماریکا
فرودگاه ماریکا (به انگلیسی: Maricá Airport) (به زبان بومی: Aeroporto de Maricá) یک فرودگاه همگانی مسافربری است که یک باند فرود آسفالت دارد و طول باند آن ۱۱۹۰ متر است. این فرودگاه در کشور برزیل قرار دارد و در ارتفاع ۴ متری از سطح دریا واقع شده‌است.